# دین کین
دین کِین (انگلیسی: Dean Cain؛ زاده ۳۱ ژوئیهٔ ۱۹۶۶) یک بازیگر اهل ایالات متحده آمریکا است. وی از سال ۱۹۷۶ میلادی تاکنون مشغول فعالیت بوده‌است.
از فیلم‌ها یا برنامه‌های تلویزیونی که وی در آن نقش داشته است می‌توان به خارج از زمان، بهترین مردان، ۵ روز جنگ، انتقام، پسر سنگی و پنج دلار در روز اشاره کرد.